# Manduca valida
Manduca valida är en fjärilsart som beskrevs av Jean Baptiste Boisduval 1875. Manduca valida ingår i släktet Manduca och familjen svärmare. Inga underarter finns listade i Catalogue of Life.